# Bunda (Kleidung)

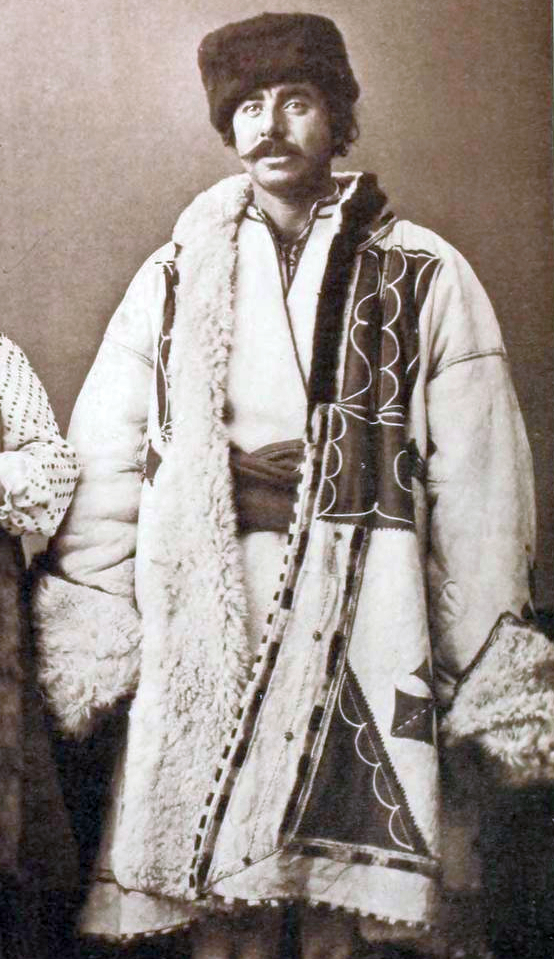
Bunda aus Widin, Bulgarien (1873)

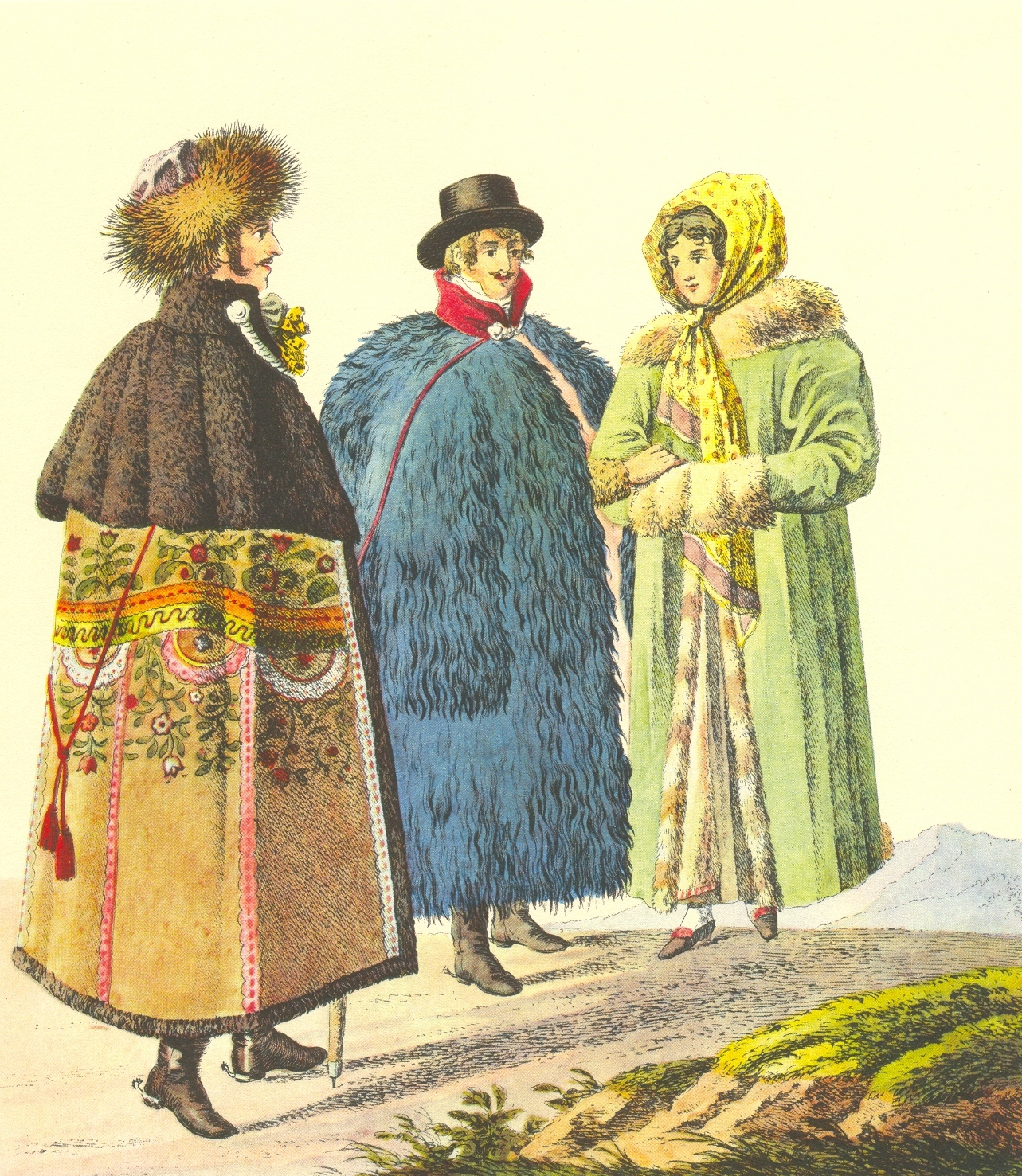
Bunda (links), Ungarn 1816

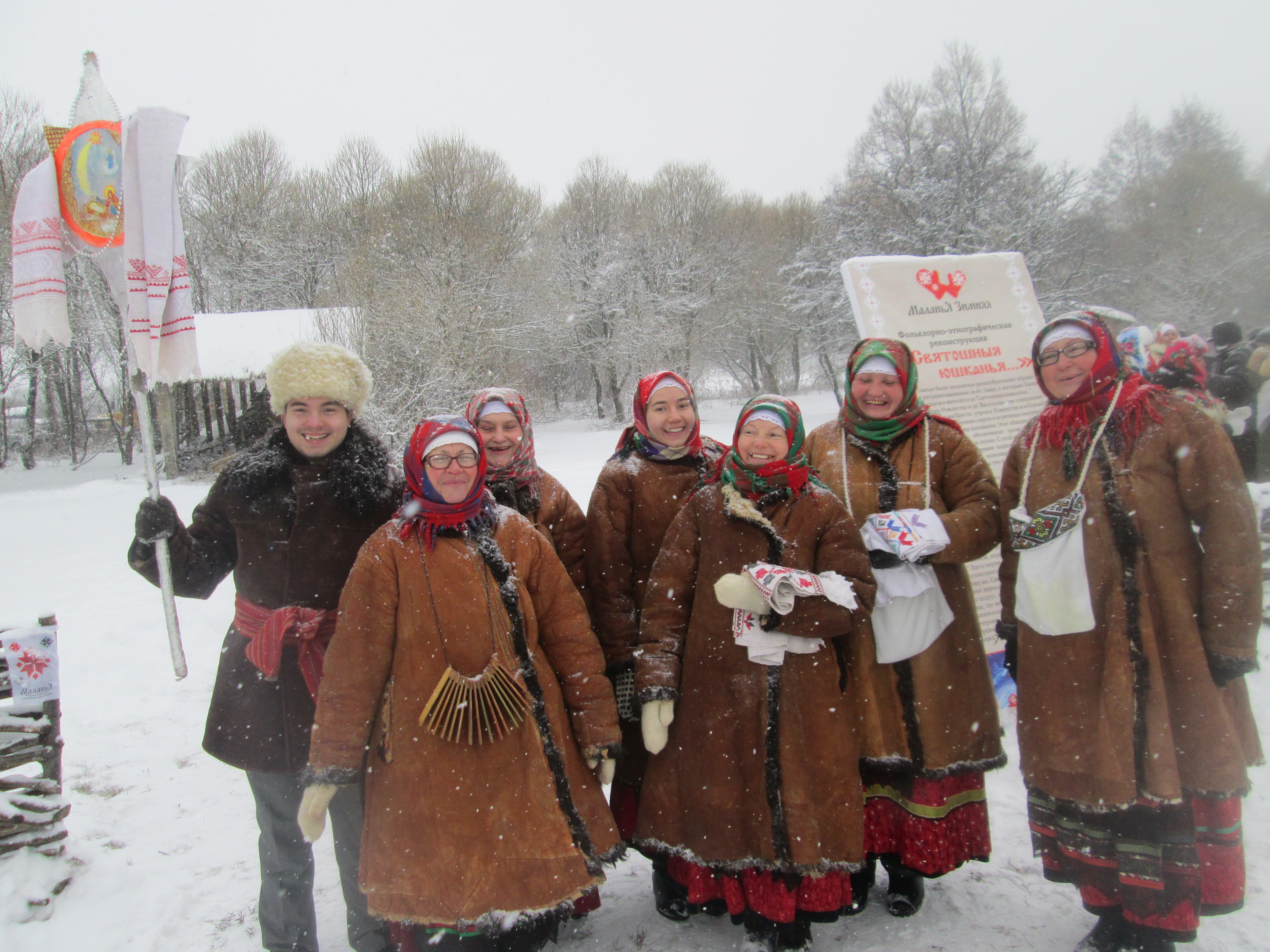
Russinnen und Russe aus dem Novooskolsky-Distrikt (2016)

Bunda, in Capeform auch Suba, oder wie gesprochen „Schuba“, ist die Bezeichnung eines oftmals weiten, bis an die Erde reichenden Lamm- oder Schafspelzes der Bauern in Ungarn, der mit der Lederseite nach außen getragen wurde. Eine andere, nicht landschaftlich bezogene Bezeichnung für den Bunda ist, veraltend, Nacktpelz. Das Wort Bunda ist relativ neu, erstmals taucht es 1723 auf, es stammt von dem deutschen Wort „bunt“ im Sinne von Buntwerk = Pelz.

## Bunda
Auffällig ist, dass Subas und Bundas in den alten Preisverzeichnissen der Kürschner kaum erwähnt werden. Es wird vermutet, dass sie damals noch meist von den Schafhirten selbst und nicht von Kürschnern hergestellt wurden. Diese nur mit einfachen Methoden zubereiteten, nicht fachmännisch gegerbten, sondern „geklopften“ Bundas verbreiteten einen derart „unausstehlichen“ Geruch, dass 1750 durch ein für das ganze Land gültiges Dekret das Tragen in der Kirche verboten wurde.
Als die Bunda noch mit der Hand genäht wurde, verwendete der Kürschner nur ausgesucht große Felle, um möglichst wenige Nähte zu erhalten. Die Felle wurde leicht ausgespannt, zugeschnitten und genäht. Über die Nähte setzte man ein Zentimeter breite Lederstreifen aus dem gleichen Material. Auch die Kanten wurden mit Leder eingefasst, wobei die zweite Kante des Lederstreifens wieder auf das Leder des Fells genäht wurde. Stattdessen konnte man die Nähte auch durch eine schmale, mit eingenähte Lederwulst verstärken. Es gab einfache Bundaausführungen und prächtige, farbig bestickte Jacken und Mäntel, je nach Einkommen und Anlässen.
Diese Verzierungen zählen zu den interessantesten Arbeiten der ungarischen volkstümlichen Ornamentik. Die verschiedenartigen Stickereien und Applikationen unterscheiden sich teilweise von Ort zu Ort und nach den von den Kürschnern benutzten individuellen Musterbüchern. Diese Bücher gehörten bei der Kürschnermeisterprüfung zu den vorzulegenden Teilen. Neben den großflächigen, meist floralen Hauptmotiven gab es kleine Ziermotive, mit denen Fehlerstellen im Leder überdeckt wurden. Es bestanden aber auch unter anderem unterschiedliche Motive für Jungen, Burschen und alte Männer. Früher gab es anstelle der Wollstickerei auch Applikationen aus gefärbtem Sämischleder, die sich ebenfalls noch an den Nähten der Bunda entlangzogen. Den Halsabschluss bildete meist ein schwarzes Lammfell.
Wurde die Bunda als Cape nur über die Schulter geworfen, diente eine Tasselschnur zum Schließen am Hals. Als Knöpfe gab es unterschiedliche Formen, für Männerleibchen eine längliche Form (etwa der Knebelknopf), der runde Knopf – seine komplizierte Anfertigung wurde von den Kürschnern als Geheimnis gehütet – für Frauenbekleidung. Der kurze Umhang für Frauen trug die Bezeichnung Kisbunda.
Die Lederseite der Bunda war entweder naturbelassen, weiß gebleicht oder gefärbt. Es wird angenommen, dass das Weißgerben mit Alaun schon seit sehr langer Zeit bekannt ist. Das eigentliche Weißmachen („kiszépités“, Verschönerung) geschah, indem gebrannter, pulverisierter Gips („fehér kö“, Weißmachstein) auf die Felle aufgestreut wurde, die auf das „szépitö fa“ (Verschönerungsbrett) aufgespannt waren. Mit der messerartigen Weißmachschabe („fehéritö kés“) wurde der Gips dann auf der Lederseite eingerieben. Die weißen, für Applikationen und Verstärkungen benötigten Lederstücke wurden aus den dünnledrigen, fast haarlosen Teilen an den Beinansätzen gefertigt (kürschnerisch: Diechen).
In Russland kannte man noch eine zusätzliche Variante des Lammpelzes, bedingt durch die große Kälte. In zaristischer Zeit unterschied der Bauer zwischen einem Sitz- und Gehpelz. Der Gehpelz für Fahrten über Land reichte bis zu den Knien, hatte einen sehr niedrigen Kragen, und war im Rücken faltig geschnitten. Das schräg geschnittene Vorderteil wurde übergeschlagen und mit einem Stoffgürtel gehalten. Der Sitzpelz wurde darüber getragen, als Windschutz war er mit einem hohen Stehkragen ausgestattet.
Zwar wurde die Bunda, insbesondere wenn sie mit kunstvollen Verzierungen versehen war, üblicherweise mit der Lederseite nach außen getragen. In einem zumindest noch in den 1970er Jahren beliebten ungarischen Lied heißt es jedoch, dass die Bunda immer eine Bunda bleibe, ob man sie nun nach außen oder nach innen wende.

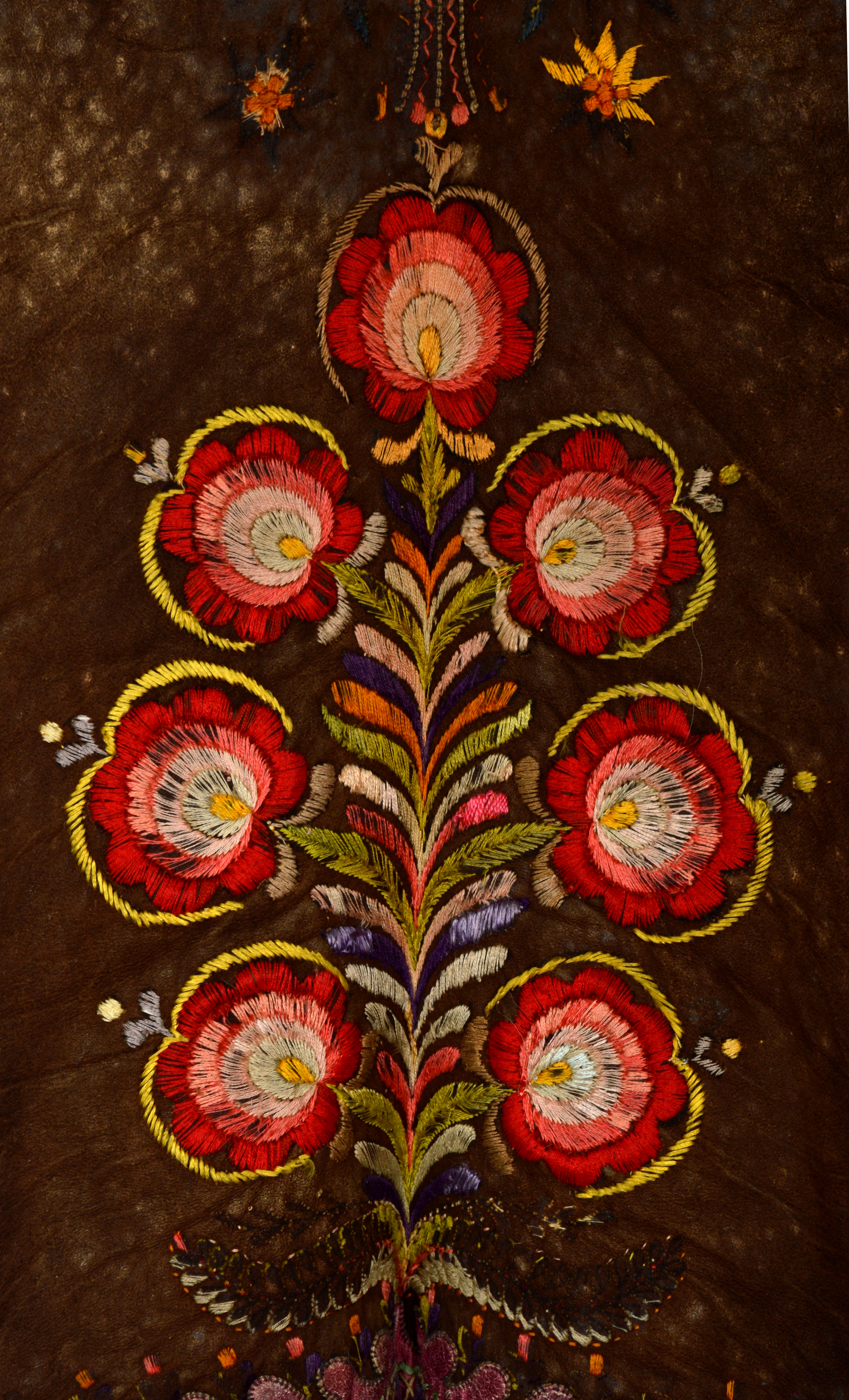
Teil der Stickerei einer Weste
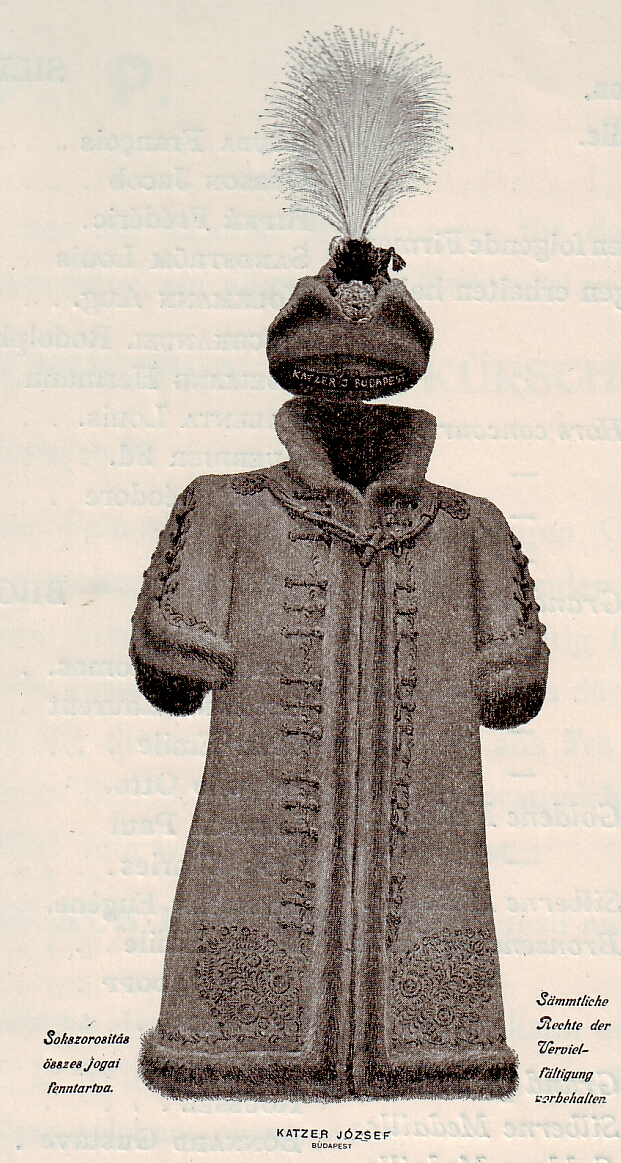
Vorderseite einer Herren-Bunda
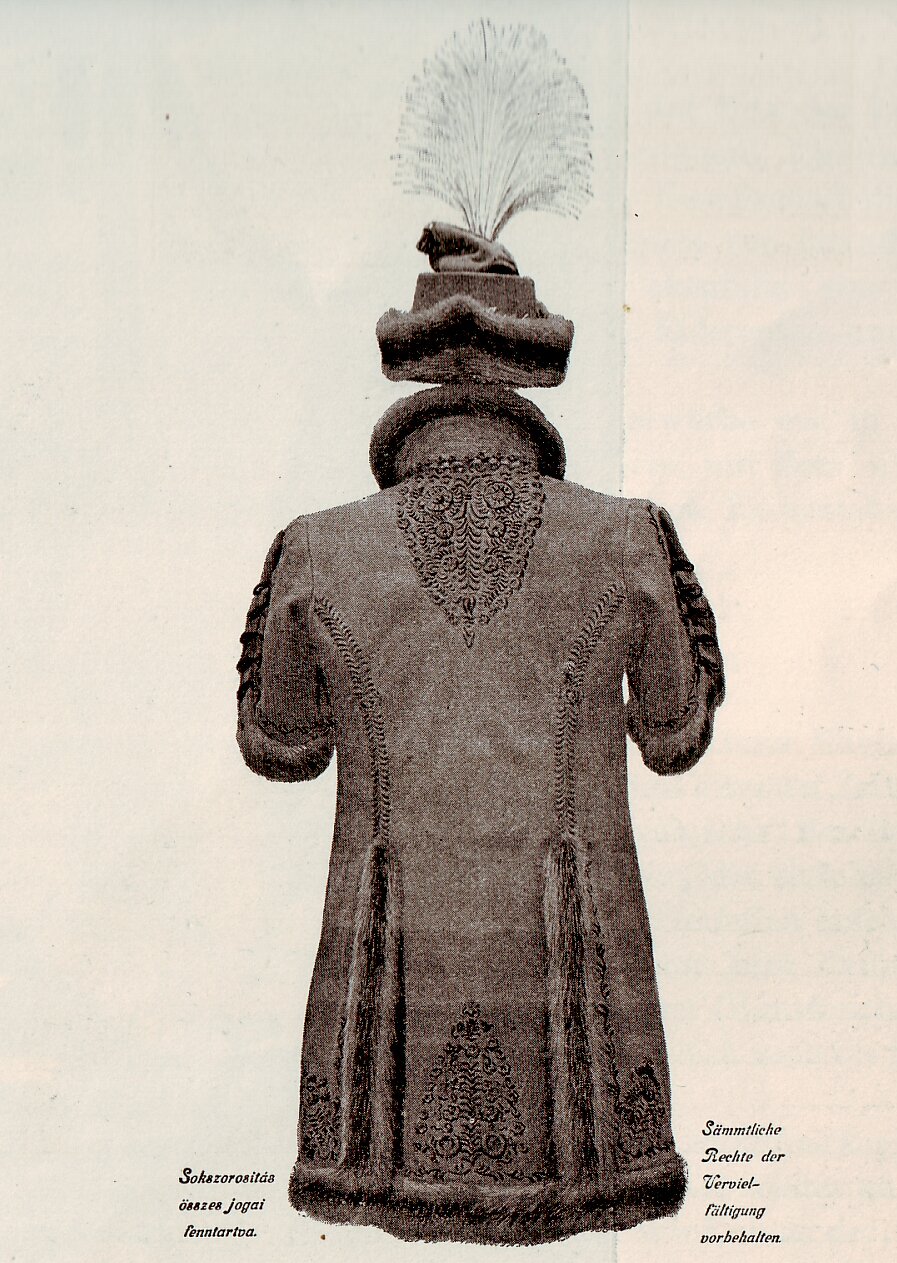
Rückseite (Budapest, Ungarn, 1900)

## Moderne Lammvelours- und Lammnappapelze
Veloutiert oder nappiert stellen die sogenannten Nacktpelze aus Lammfell heute allgemein einen wichtigen Handelsartikel der Pelzbranche dar, kaum mehr mit einer Stickerei versehen. Die Jugend entdeckte den Lammpelz neu, nachdem die beiden Popstars, die Japanerin Yoko Ono und Beatle John Lennon Ende der 1960er Jahre von einem Trip aus Indien mit dort gearbeiteten Velourslammmänteln nach Europa zurückkehrten. Für die an Trachtenmäntel angelehnten Pelze ist heute häufig der Begriff Hirtenmantel geläufig. Langhaarige, grobwollige, an den Haarspitzen krause Felle der verschiedenen Arten des auf dem Balkan gehaltenen Zackelschafs werden meist hierfür verwendet.
Der eher klassisch gearbeitete, hochwertige, mit der Lederseite nach außen zu tragende Lammpelz ist dagegen meist aus Fellen des Merinoschafs gearbeitet. Produktionsstätten gibt es unter anderem in Mitteleuropa, wesentlich auch noch in Ungarn, dem Ursprungsland der Bunda.